# Narcinidae
Narcinidae — родина скатів з ряду Електричні скати. Має 4 роди та 27 видів. Інша назва «скати-паралізаторит».

## Опис
Загальна довжина представників цієї родини коливається від 18 до 76 см. Мають дископодібну форму. У низки видів доволі велика та сильно сплощена голова. Ніздрі розташовані безпосередні над ротом. Передні носові клапани короткі, латерально розширені та злиті разом. Зяброві промені відсутні. Електричні органи присутні поблизу голови або у передній частині тулуба. Тулуб більш видовжений. Спинних плавників небагато — до 2. Шкіра переважно гладенька, лише у деяких видів з невеликими шипами.

## Спосіб життя
Полюбляють теплі води. Зустрічаються у піщаному ґрунті. Плавають переважно у верхніх шарах води, деякі види трапляються на досить великих глибинах — до 1000 м. Живляться безхребетними та дрібною рибою. Полюють за допомогою струму, від якого здобич наче паралізує. Звідси походить друга назва цих скатів.
Представники цієї родини є яйцеживородні.

## Розповсюдження
Мешкають у тропічних водах Атлантичного та Індійського океанів.

## Роди та види
- Рід Benthobatis
  - Benthobatis kreffti  Rincon, Stehmann & Vooren, 2001
  - Benthobatis marcida  Bean & Weed, 1909
  - Benthobatis moresbyi  Alcock, 1898
- Рід Diplobatis
  - Diplobatis colombiensis  Fechhelm & McEachran, 1984
  - Diplobatis guamachensis  Martín Salazar, 1957
  - Diplobatis ommata  Jordan & Gilbert, 1890
  - Diplobatis pictus  Palmer, 1950
- Рід Discopyge
  - Discopyge tschudii  Heckel, 1846
- Рід Narcine
  - Narcine atzi  Carvalho & Randall, 2003
  - Narcine bancroftii  Griffith & Smith, 1834
  - Narcine brasiliensis  Olfers, 1831
  - Narcine brevilabiata  Bessednov, 1966
  - Narcine brunnea  Annandale, 1909
  - Narcine entemedor  Jordan & Starks, 1895
  - Narcine indica  Henle, 1834
  - Narcine insolita  Carvalho, Séret & Compagno, 2002
  - Narcine lasti  Carvalho & Séret, 2002
  - Narcine leoparda  Carvalho, 2001
  - Narcine lingula  Richardson, 1846
  - Narcine maculata  Shaw, 1804
  - Narcine oculifera  Carvalho, Compagno & Mee, 2002
  - Narcine prodorsalis  Bessednov, 1966
  - Narcine rierai  Lloris & Rucabado, 1991
  - Narcine tasmaniensis  Richardson, 1841
  - Narcine timlei  Bloch & Schneider, 1801
  - Narcine vermiculatus  Breder, 1928
  - Narcine westraliensis  McKay, 1966